# Wawelno
Wawelno est une localité polonaise du gmina de Komprachcice dans la voïvodie et le powiat d'Opole.